# Dual Motors

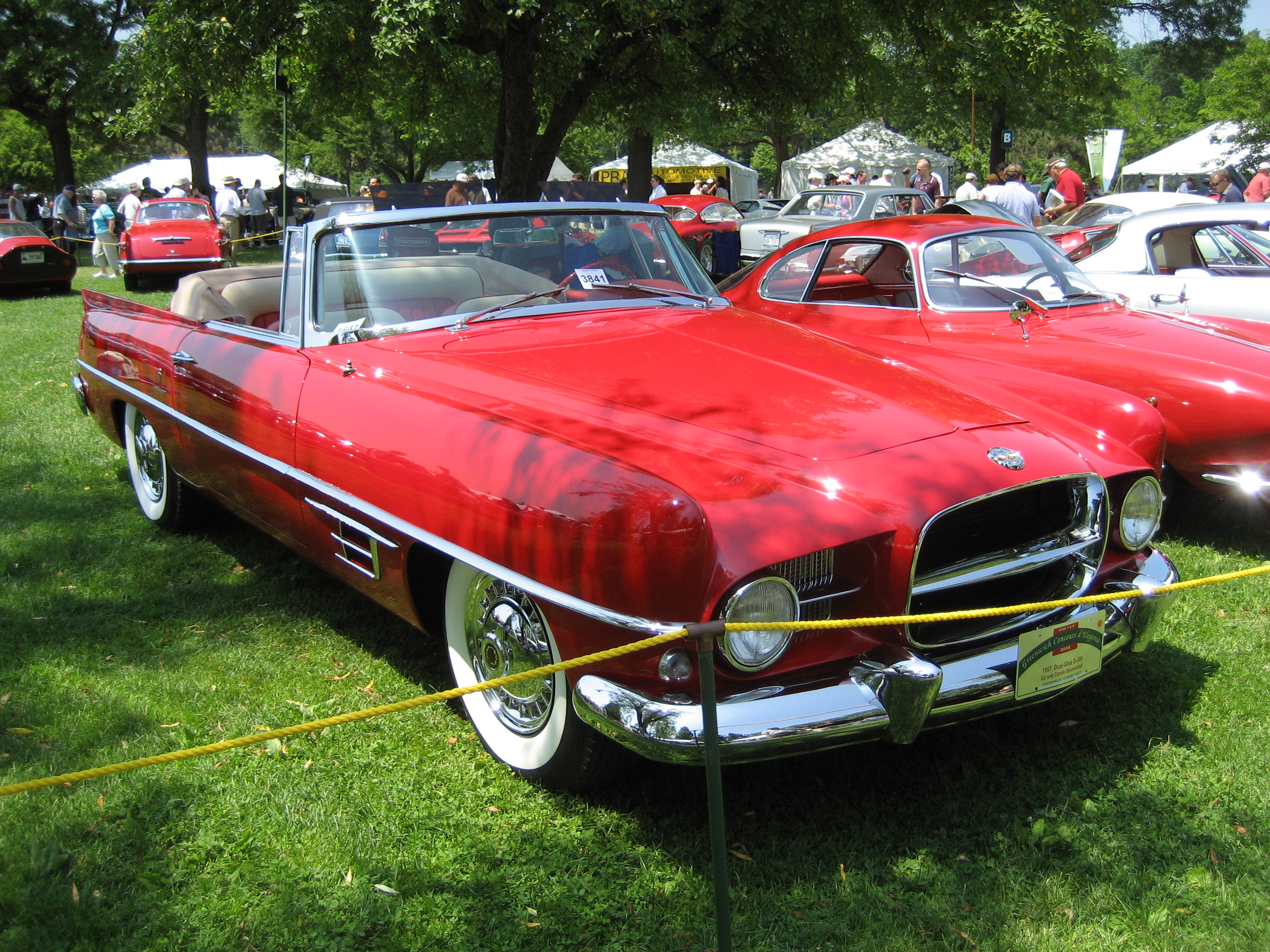
Dual-Ghia D-500 (1957)

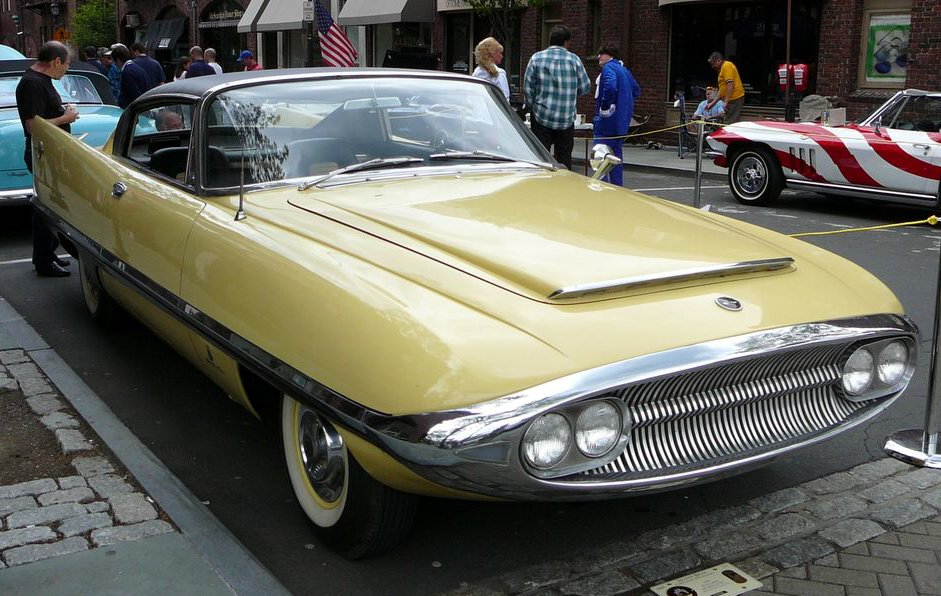
Prototyp des Chrysler Dual-Ghia Coupé (1958)

Die Dual Motors Corporation war ein US-amerikanischer Automobilhersteller, der 1956–1962 in Detroit ein Luxusautomobil gleichen Namens baute. Gründer war Eugene Casaroll, dem auch das Autotransportunternehmen Automobile Shippers, Inc. gehörte.

## Geschichte
Das Transportunternehmen war eines der ersten und schließlich der größten der Branche und arbeitete überwiegend für Chrysler. Dual Motors stellte im Zweiten Weltkrieg Spezial-LKW mit zwei Motoren und Generatoren für die US-Luftwaffe her (daher der Name).
Casaroll war äußerst beeindruckt von dem Dodge-Prototyp Firearrow IV, den Virgil Exner 1954 für das Unternehmen entworfen hatte. Er erwarb die Rechte an der Konstruktion, gab die Karosserien bei Ghia in Italien in Auftrag und baute sie auf ein modifiziertes Dodge-Chassis auf. Das Ergebnis hieß Dual-Ghia.
Die Fahrzeuge wurden mit Dodge-V8-Motoren ausgerüstet. Der Serienmotor hatte 5162 cm³ Hubraum und leistete 230 bhp (169 kW) bei 4.300 min−1. Auf Wunsch war auch ein Motor mit 5326 cm³ erhältlich, der 260 bhp (191 kW) bei 4000 min−1 abgab. Über eine Chrysler-Powerflite-Automatik wurde die Motorkraft an die Hinterräder weitergeleitet. Der Radstand betrug 2921 mm, die Gesamtlänge 5169 mm. Die für damalige Verhältnisse sehr schnellen Wagen erreichten eine Höchstgeschwindigkeit von 193 km/h.
Der Verkaufspreis lag bei US$ 7741,–. Dies war weniger als für die Wettbewerber Cadillac Eldorado und Lincoln Continental Mark XI verlangt wurde. Allerdings verlor die Firma auf Grund der hohen Fertigungskosten mit jedem Auto Geld. Zwischen 1956 und 1958 entstanden zwei zweitürige Hardtop-Coupés und 102 zweitürige Cabriolets. Die zweite Generation dieser Wagen sollte 1961–1963 komplett in Italien gebaut werden, aber erneut erwiesen sich die Herstellungskosten als zu hoch und brachten das Projekt endgültig zum Scheitern. Dieser zweite Dual-Ghia besaß einen V8-Motor von Chrysler mit einem Hubraum von 6276 cm³. Es entstanden noch einmal 26 Fahrzeuge.
Eugene Casaroll engagierte sich fortan für einen Nachfolger des legendären Duesenberg. Dies mündete 1968 in die Wiederbelebung der Marke Stutz.
2006 existierten noch 32 Exemplare des Dual-Ghia.

## Berühmte Eigentümer
Hauptsächlich wurden die Sportwagen von Stars aus dem Showgeschäft und anderen Prominenten gefahren. Frank Sinatra, Sterling Hayden, Richard Nixon und Desi Arnaz besaßen einen Dual-Ghia.
Ronald Reagan verlor seinen Wagen in einem Pokerspiel gegen den damaligen US-Präsidenten Lyndon B. Johnson. Dean Martin fuhr seinen eigenen Dual-Ghia in dem Film Küss mich, Dummkopf von Billy Wilder selbst.